# Píďalka lesní
Píďalka lesní, též píďalka buková či vlnopásník podzimní je drobný motýl, jehož housenky poškozují listy dřevin žírem při jejich rašení.

## Zeměpisné rozšíření
Motýl se vyskytuje ve Střední Evropě, vzácněji i v Nizozemí V Česku je běžným druhem.

## Popis
Rozpětí křídel dospělce je asi 30-40 mm u samce. Samice má křídla zakrnělá. Křídla samečků jsou světlá, šedavá až šedohnědá s tmavší kresbou.

## Biologie

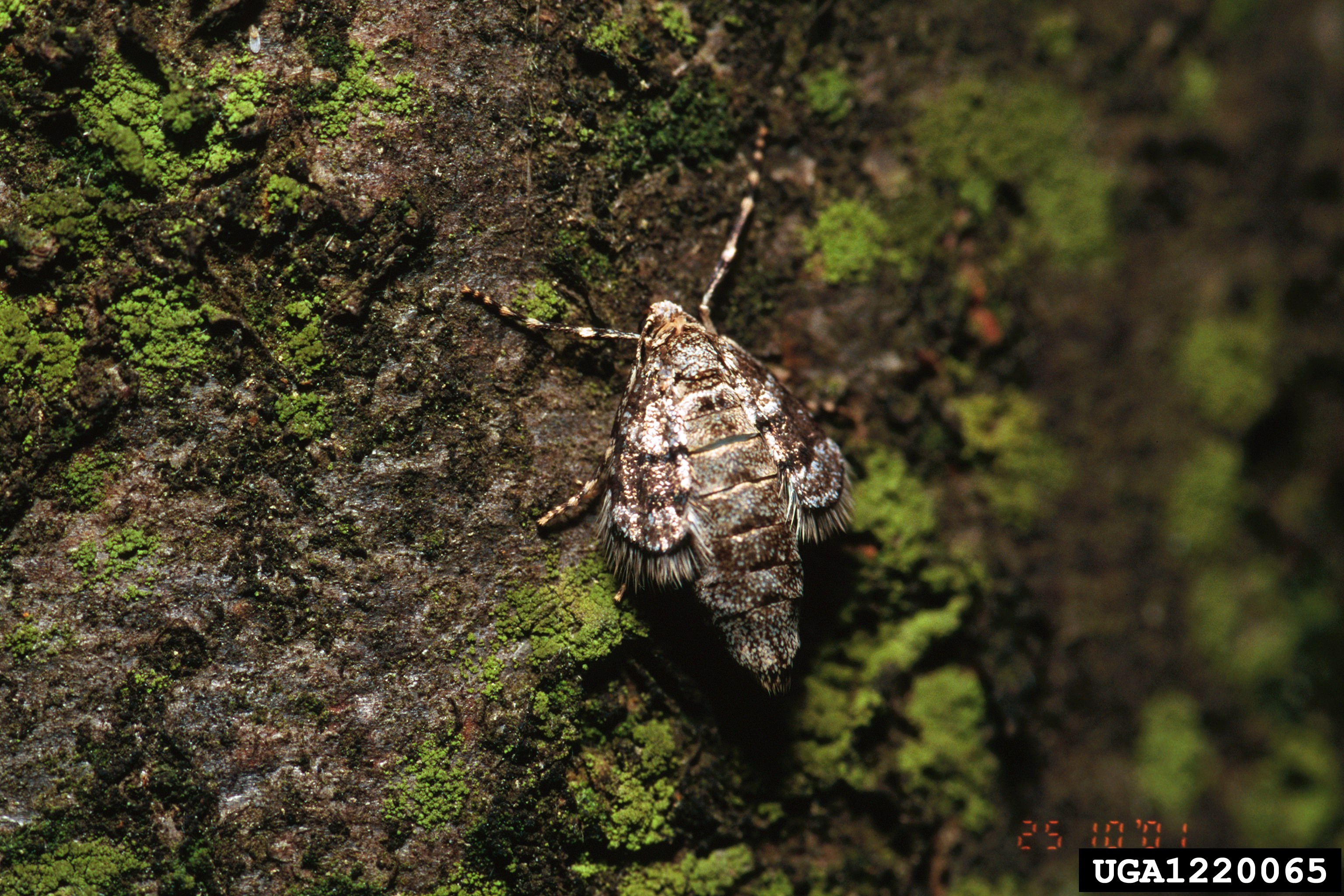
samice píďalky lesní

Přezimují vajíčka na větvích. Housenky se líhnou v době rašení pupenů, v dubnu a v květnu. Okusují květy, pupeny a listy. Nejprve listy děrují. Ožírají i plody. Listy i květenství spřádají a zdržují se uvnitř smotků. Housenky dorůstají v průběhu června a spouštějí se na vláknech na zem, kde se v hloubce kolem 5–10 cm kuklí. Obvykle se kuklí v řídkém zápředku. Druh má v roce jen jednu generaci.
Hostitelskými rostlinami jsou ovocné dřeviny, jako jsou třešně, meruňky, slivoně, jabloně, ale i dřeviny okrasné a lesní dřeviny:
- dub (Quercus spp.)
- habr (Carpinus)
- buk lesní (Fagus sylvatica)
- lípa (Tilia spp.)

Vyskytuje se v dubových lesích, v parcích a zahradách, ve vřešovištích a houštinách.

## Rostlinolékařský význam

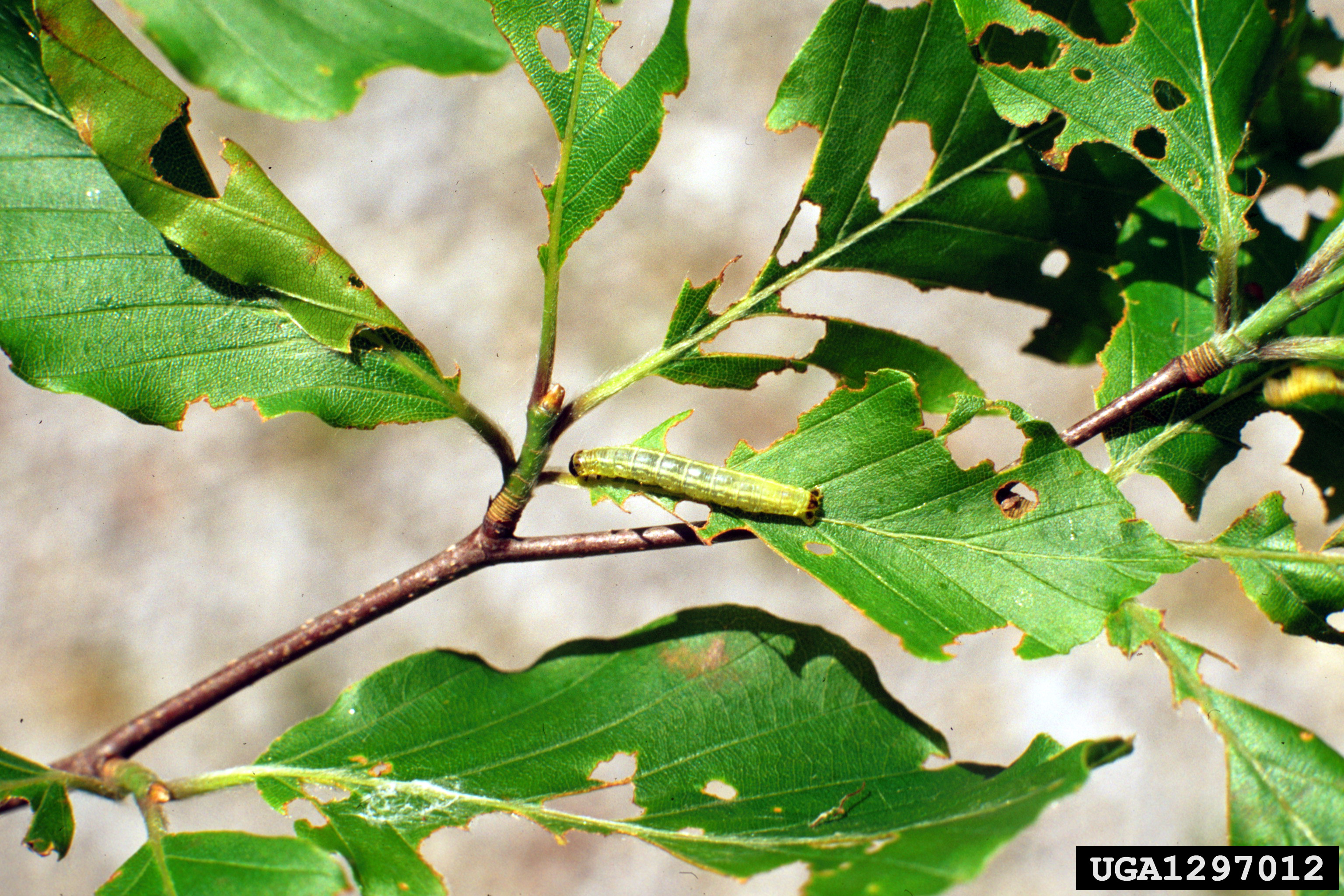
Housenka.

Žír housenek Způsobuje odlistění dřeviny v květnu a červnu, poškození květů a plodů ovocných dřevin. V listech vykousané drobné otvory, jenž housenky postupně zvětšují.

### Ochrana rostlin
Je možný biologický boj pomocí Bacillus thuringiensis, či použití lepových pásů. Významná je podpora množství sýkor přezimujících v sadech vyvěšováním hnízdních ptačích budek.
K chemické ochraně se používají následující insekticidy:
- DIMILIN 48 SC
- EXPLICIT PLUS
- NURELLE D
- STEWARD
- STOCKER
- TREBON 10 F
- TREBON 30 EC